# An der Poststraße
An der Poststraße è un comune di 1 666 abitanti della Sassonia-Anhalt, in Germania.

Appartiene al circondario del Burgenland ed è parte della Verbandsgemeinde An der Finne.

## Storia
Il comune venne formato il 1º luglio 2009 dalla fusione dei comuni di Herrengosserstedt, Klosterhäseler e Wischroda.